# Estación de Beranga
Beranga es una estación ferroviaria situada en la localidad de Beranga perteneciente al municipio español de Hazas de Cesto, en Cantabria. Forma parte de la red de ancho métrico de Adif, operada por Renfe a través de su división comercial Renfe Cercanías AM. Cuenta con servicios de media distancia prestados por trenes regionales de la línea R-3f, que une Santander con Bilbao.

## Situación ferroviaria
La estación forma parte de las siguientes líneas férreas:
- Pk. 562,3 de la línea de ferrocarril de vía estrecha que une Ferrol con Bilbao, en su sección de Orejo a Traslaviña,[2] tomando Ferrol como punto de partida, lo que explica el elevado kilometraje. Este kilometraje es el que predomina en la señalización.
- Pk. 86,935 de la línea de ferrocarril de vía estrecha de Bilbao a Santander, en su sección de Traslaviña a Orejo,[3] tomando Bilbao como punto de partida.

El tramo es de vía única en ancho métrico y está sin electrificar. La estación se encuentra a 41 metros de altitud. Se corresponde con la línea 08-780 - Santander-Bilbao La Concordia de la Red Ferroviaria de Interés General de España, administrada por el ente público Adif.

## Historia
Los orígenes de la línea están en la Compañía del Ferrocarril de Santander a Solares, cuya línea fue abierta a la explotación el 3 de marzo de 1892 en ancho ibérico entre las citadas poblaciones. En 1893 se constituyó la Compañía del Ferrocarril de Zalla a Solares, como paso previo a su integración en 1894 en la Compañía del Ferrocarril de Santander a Bilbao.  Posteriormente, Orejo (Santander) fue la estación seleccionada en la línea para la conexión con el tramo de enlace de 78 km de longitud en ancho métrico con el Ferrocarril del Cadagua, también de ancho métrico. Esta conexión a la que pertenece Beranga permitiría la conexión ferroviaria entre Santander y Bilbao. Comenzado por la Compañía del Ferrocarril de Zalla a Solares, fue concluida por la Compañía de los Ferrocarriles de Santander a Bilbao, empresa constituida el 1 de julio de 1893, por fusión de las tres compañías (Santander-Solares, Zalla-Solares y Cadagua).
Finalmente, el 6 de junio de 1896 quedó establecida la conexión desde Zalla con Santander, si bien los viajes directos entre ambas capitales de provincia sólo pudieron llevarse a cabo hasta unos días después, cuando se culminó el cambio de ancho ibérico a métrico entre Santander y Solares la noche del 19 al 20 de junio de 1896. El 6 de julio de 1896 fue inaugurada oficialmente la línea entre Santander y Bilbao.
El estallido de la Guerra Civil en 1936 dejó la estación en zona republicana. Ante la nueva situación el gobierno republicano, que ya se había incautado de las grandes compañías ferroviarias mediante un decreto de 3 de agosto de 1936, permitió que en la práctica el control recayera en comités de obreros y ferroviarios. Con la victoria del tropas sublevadas en la Batalla de Santander en septiembre de 1937, FSB retoma el control de la línea. Hay que destacar que esta línea no pasó a manos de RENFE en 1941 por no ser de ancho ibérico (1668 mm). El 1 de agosto de 1962 el Estado, mediante en el ente Explotación de Ferrocarriles por el Estado (EFE) asume la explotación de las líneas de la Compañía de los Ferrocarriles de Santander a Bilbao, siendo transferida la misma a FEVE a partir de 1965.
FEVE resolvió en 1975 establecer el enlace de las líneas Bilbao-León y Bilbao-Santander en la estación de Aranguren (Vizcaya), en lugar de la de Iráuregui, volviendo a la situación anterior a 1911. Esto permitiría ahorrar tiempo en los trasbordos hacia Valmaseda desde la estación de Beranga.
El 1 de enero de 2013, se disolvió la empresa FEVE en un intento del gobierno por unificar vía ancha y estrecha, encomendándose la titularidad de las instalaciones ferroviarias a Adif y la explotación de los servicios ferroviarios a Renfe Operadora, distinguiéndose la división comercial de Renfe Cercanías AM para los servicios de pasajeros y de Renfe Mercancías para los servicios de mercancías.

## La estación
Pertenece a las estaciones originales de la línea, siendo su diseño de Valentín Gorbeña Ayagarragaray. Se encuentra al sur del de localidad de Beranga. También es accesible por un desvío de la carretera nacional N-634. El edificio de viajeros presenta disposición lateral a las vías y está situado a la izquierda de las mismas en kilometraje ascendente. Es una estructura cuadrangular de dos plantas con tres vanos por costado y planta (algunos dobles) más buhardilla, con tejado a dos aguas en sentido longitudinal a las vías y voladizos. Dispone de marquesina en toda la extensión longitudinal del edificio de cara a la vía. Frente a él discurre la vía 1 (principal) y junto a él finaliza en toperas una vía sin numeración y conectada por el costado de Bilbao. Por el segundo andén (central) se accede a la vía derivada 2 y a una segunda vía finalizada en toperas (vía 4) y conectada igualmente por el costado de Bilbao, totalizando dos andenes y cuatro vías. Los cambios de andén se hacen a nivel, aprovechando el paso a nivel con barreras, situado entre las agujas de entrada por el costado de Santander (muy alejadas del edificio de viajeros) y los andenes. Un almacén anexo al edificio de viajeros completa las instalaciones. Dispone de una explanada de aparcamiento sin delimitación de plazas junto a la vía en topera sin numerar.
El tramo dispone de Bloqueo Automático en Vía Única (BAU) con Control de Tráfico Centralizado (CTC).

## Servicios ferroviarios

### Regionales
Los trenes regionales que realizan el recorrido Santander - Bilbao (línea R-3f) tienen parada en esta estación. La frecuencia es de trenes diarios por sentido, existiendo un servicio adicional (línea R3a) de lunes a viernes entre Marrón y Santander en ambos sentidos. Los servicios ferroviarios en la relación Bilbao-Santander, para los trayectos regionales, se prestan exclusivamente con composiciones diésel de la serie 2700
| Línea | Origen/Destino | Paradas intermedias | Destino/Origen   |
| --- | -------------- | --- | ---------------- |
| | Santander      | Valdecilla-La Marga · Nueva Montaña · Valle Real · Maliaño-La Vidriera · Astillero · La Cantábrica* · San Salvador* · Heras · Orejo · Puente Agüero · Villaverde de Pontones · Hoz de Anero · Beranga · Gama · Cicero · Treto · Limpias · Marrón · Udalla · Gibaja · Carranza · Villaverde Trucios · Arcentales ·Traslaviña · Mimétiz · Aranguren · Sodupe · Zaramillo · Iráuregui · Zorroza-Zorrozgoiti · Basurto Hospital · Amézola | Bilbao Concordia |
| * En los apeaderos de La Cantábrica y San Salvador sólo efectúan parada los servicios de la línea R3a Santander - Marrón. |                | |                  |